# Carl Joseph Henoumont
Carl Joseph Henoumont (* 1750 wahrscheinlich in Bissen: S. 216; † 12. Oktober 1816 in Traar) war Jurist und Professor Beider Rechte an der Rechtsakademie Düsseldorf. Mit 33 Jahren war Henoumont die Lehrperson, die am längsten von allen Rechtsprofessoren der Akademie tätig war. So konnte er zusammen mit Johann Wilhelm Windscheid, der gleichzeitig und fast genauso lang mit ihm tätig war, eine große Konstanz in die Körperschaft bringen.

## Leben

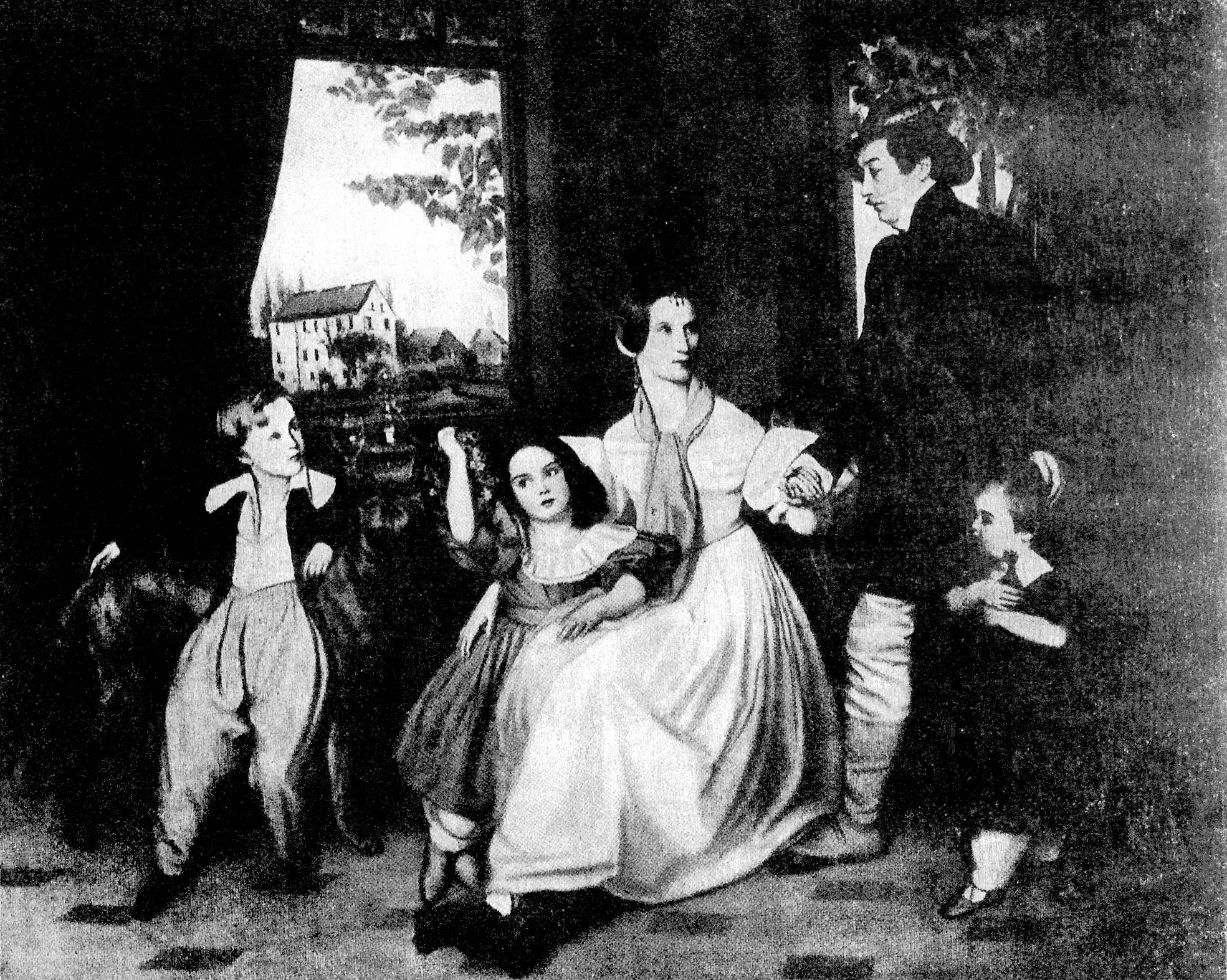
Henoumont mit seiner Gattin Maria Anna von Daniels und Kindern. Im Hintergrund Haus Traar. Gemälde von Joh. Wilh. Krafft, etwa 1835

Ein genauer Geburtsort und Henoumonts Geburtstag sind nicht bekannt. Er entstammte wahrscheinlich einem alten Luxemburger Geschlecht. 1769 begann er ein Studium in Trier bei Neller, einem Bruder von Georg Franz Neller, der bis 1765 zum Professorenkollegium in Düsseldorf gehörte. Im Heidelberger Matrikel vom 22. Oktober 1825 gab ein Carl Henoumont, womöglich ein Sohn Henoumonts, den Beruf seines Vaters mit „Gutsbesitzer in Düsseldorf“ an. Erste verlässliche Daten über Carl Joseph liegen erst ab 1772 vor, als er an der neu eingerichteten Rechtsakademie in Bonn Jurastudent unter dem reformfreudigen Joseph Broke wurde. Wahrscheinlich hatte aber bereits zuvor an der Rechtsakademie in Düsseldorf studiert, da seine Examensarbeit vom 9. Oktober 1773 an den „juris correpetitorem“ gerichtet war.
In seinem Abschiedsgesuch vom 17. November 1804 und in einem Ergänzungsschreiben zwei Monate später schilderte Henoumont seinen Wandel an der Rechtsakademie. Danach wurde er bereits im November 1773, also unmittelbar nach seinem Abschluss in Bonn, mit einer Besoldung von 100 Reichstalern (Rtl.) als Rechtslehrer der Akademie in Düsseldorf ernannt. Er schrieb, er habe bis zum Einfall der Franzosen 1794 etwa 50 bis 60 Studenten im Römischen Recht, etwa 60 bis 80 im Kanonischen Recht unterrichtet. Auch andere Fächer wie „Lehn- und Criminal-Recht“ seien von ihm unterrichtet worden. Er löste damit das Ordinariat Johannes Wilhelm Schiller ab, der mit Wirkung zum 16. November 1773 die Stelle eines Advokaten in Jülich antrat.: S. 212
Fischer beschrieb ihn in seiner Biografie als ein „Phänomen“, weil er über 30 Jahre sowohl die Professur als auch seine eigene Advokatur bewältigt habe. Mit der neuen Gesetzgebung 1803, nach der diese Doppelstellung unzulässig wurde, gab er nicht das weniger lukrative Amt des Lehrberufes ab, sondern zog sich aus seiner Kanzlei zurück, weil ihm das Lehren wichtiger sei. In der Zeit seiner eigenen Kanzlei muss er ein Vermögen verdient haben, aber auch an der Universität war er äußerst beliebt. 1787 hieß es, er habe doppelt so viele Studenten wie alle anderen vier Professoren zusammen und lese für Arme auch unentgeltlich.: S. 221 Er gilt als geistiger Vater zahlreicher jülich-bergischer Nachwuchsjuristen. Zu seinen Schülern gehörte ab 1796 auch Johann Wilhelm Neuss.: S. 260 Im Laufe seines Lebens erwarb Henoumont verschiedene Liegenschaften, unter anderem drei nebeneinander liegende Häuser in der Mittelgasse und 1812 auch Haus Traar.
1785 wurde eine Inquisition gegen ihn eröffnet, seine auf inzwischen 200 Rtl. gestiegene Jahresdonation wird um 80 Rtl. gekürzt. Die Akademie stützte Henoumont, weil er der einzige der Professoren sei, die die „ertragreichen Pandekten lese“. Wäre nicht das Verfahren gegen sein „Moralisches Betragen“, durch das „viele Eltern abhalten werden, ihre Kinder den Umgang anzuvertrauen“, könnte die Zahl seiner Zuhörer noch größer werden, als sie schon sei. Die Anschuldigungen indes waren offensichtlich haltlos, das Verfahren endete ergebnislos. Mit dem Hinweis „Wir verbleiben Euch übrigens in gnaden gewogen“ erhielt er auch wieder die zuvor gekürzten Gehälter.: S. 222
In den Jahren 1800–1806 beschäftigte sich Henoumont mit einem umfangreichen Fall, der die Schleifung der Festungsanlagen und die Stadterweiterung im Bereich Carlstadt betraf. Es ging offensichtlich um Einschränkungen des Fischereirechts.
1804 wurde ihm von Medizinalhofrat Reyland und Stabs-Chirurgus Nägele attestiert, „durch Jahren-langes Tradieren bei vielen dabei anhaltend fortgesetzten Geistesarbeiten seine Brust geschwächt“ zu haben, was ihn bei der Dauer der täglichen Vorlesungen einschränke. Als sein Schüler und Kollege Neuss auch auf seine Domäne, die Pandekten, Anspruch erhob, versuchte Henoumont zunächst, ihn mit schriftlicher Beschwerde davon abzuhalten. Schließlich bat er am 17. November, ihn von seiner Professur zu entbinden und wieder als Advokat zuzulassen, das aber vom kurfürstlichen Statthalter von Goltstein noch in der gleichen Woche abgelehnt wurde. Zum 4. Januar 1805 wurde Henoumont die Pension mit 300 Rtl. jährlich ausgesprochen. Ende 1807 und erneut Mitte 1808 beschwerte er sich bei Großherzog Joachim Murat über ausstehende Pensionszahlungen. Graf Nesselrode verfügte, die Pension Henoumonts auf 200 Rtl. zu kürzen, da der Schulfonds illiquide und Henoumont überaus wohlhabend sei. Wegen fortgesetzter Zahlungsunwilligkeit erwirkte Henoumont beim Hofrat einen Zahlungsbefehl für die dreijährigen Zahlungsrückstände, doch selbst dieser wurde 1812 nochmals vom Innenminister Nesselrode zurückgewiesen.: S. 222ff
Carl Joseph Henoumont war verheiratet mit Marie Anne Hubertena (von) Daniels und sie hatten gemeinsam mindestens eine Tochter, Huberte Angelica Marie Anne Henoumont. Diese Tochter heiratete im Alter von 21 Jahren im Mai 1851 den über 20 Jahre älteren Johann Wilhelm Heinrich Beckers aus Neuss.
Wie seine Geburt ist auch sein Tod nicht ganz geklärt. Nachdem im Januar, am Fenster seines Anwesens sitzend, auf ihn geschossen worden war, vernichtete Mitte Juni eine Feuersbrunst einen Teil dieses Hauses. Inwieweit diese Umstände zusammen mit der staatlichen Weigerung der Anerkennung seiner Leistungen durch Pensionssperre ihn seelisch zugesetzt haben, darf zwar angenommen werden, ist aber nie untersucht worden. Der Totenzettel zu seinem Begräbnis ist gefüllt von Euphemismus. Es heißt dort: „Mit dem Jahr 1816 stieg er auch in seinem 66. Lebensjahr. Es war sein letztes, aber auch sein härtestes. Im Januar wurde er auf eine grausame Art durchschossen; bald darauf verzehrten die Feuersflammen einen Theil seines schönsten Gutes. Der weise Christ ertrug dies alles sanftmüthig; und glaubte, nach einem so harten Schmerzenbette ein neues Leben anzufangen. Allein es gefiel dem Herrn des Lebens, ihn den 12. Oktober Mittags 1 Uhr zu sich zu nehmen. – Seine ausgelößte Seele wird dem Gebethe frommer Christen, und dem HH. Meßopfer bestens empfohlen, damit Sie möge ruhen im Frieden.“